# 도무스 아우구스타나
도무스 아우구스타나 (Domus Augustana)는 이탈리아 로마의 팔라티노 언덕에 위치한 거대 궁전인 도미티아누스 궁전 (서기 92년 완공)의 중앙부 주거구역을 부르는 명칭이다. 고대에는 '도무스 아우구스타나'라는 명칭이 궁전 전체를 이르는 말이었을 가능성도 있다.
건물의 명칭은 아우구스투스 황제(기원전 27년~서기 14년)와 직접적인 관련은 없으며, 근처에 위치한 도무스 아우구스투스 (아우구스투스의 별장)과는 다르다. 다만 고대 로마에서 황제를 뜻하는 명칭으로서의 '아우구스투스' (Augustus)를 가리켰을 수도 있다.

## 구조
도미티아누스 궁전의 중앙 구역, 즉 오늘날 '도무스 아우구스타나'라 부르는 구역은 최소 네가지 주요 구역으로 구성된다. 북동쪽의 '제2페리스타일', 중앙의 '제3페리스타일', 안뜰구역, 남서쪽의 엑세드라가 바로 그것이다. 

도무스 아우구스타나는 2층으로 지어졌는데 윗층의 북쪽 구역은 역시 북쪽 같은 층의 페리스타일 2곳으로 구성되어 있으며, 궁전 내 공공동이었던 플라비아 궁전과 가까이 연결되어 있어 공적 기능을 수행했을 것으로 추정된다. 남쪽 구역은 이보다 후대에 지어졌으며 세부적인 면에서 당초 궁전을 건설했던 라비리우스가 주도한 공사는 아니었음을 시사한다.

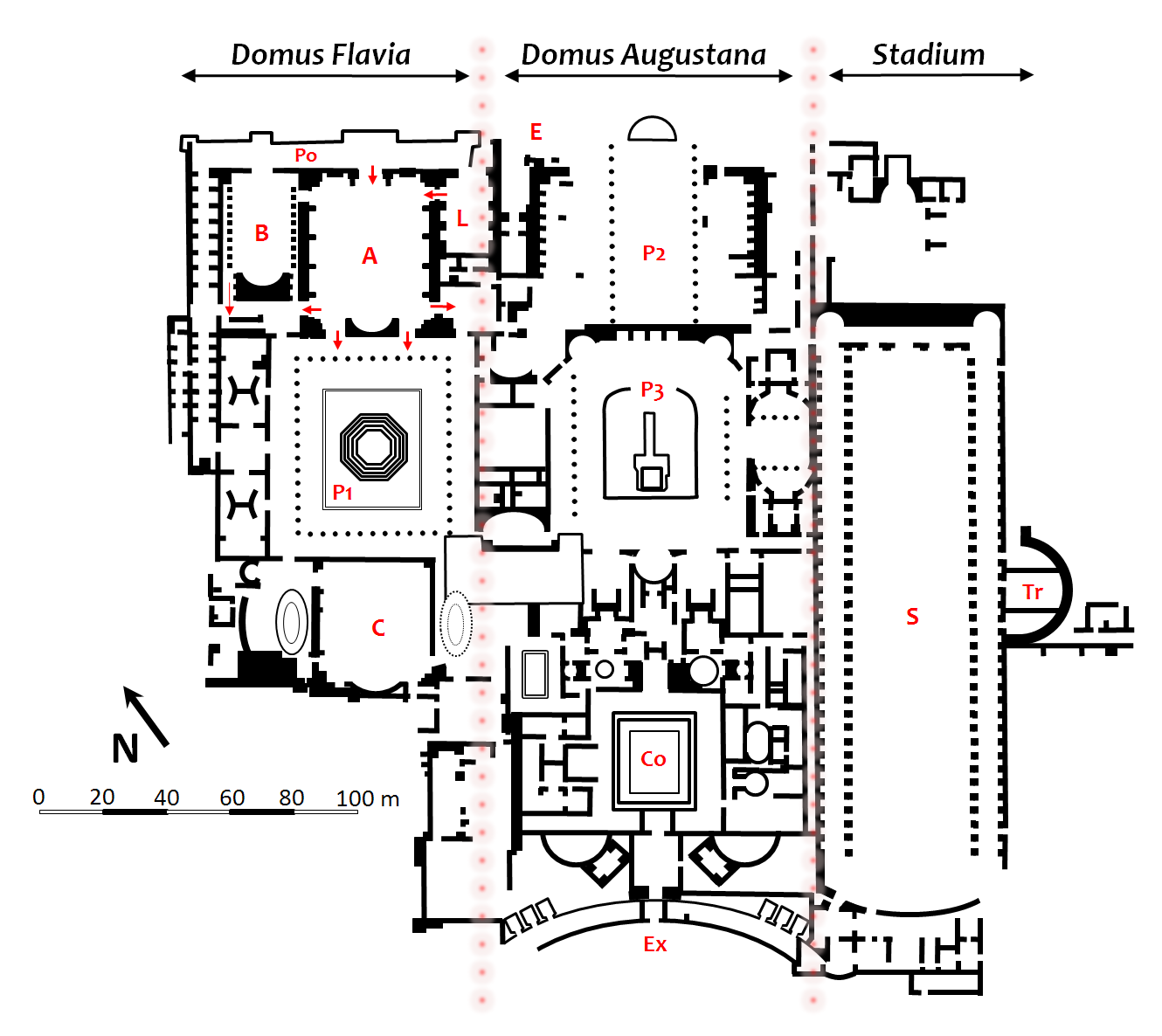
도무스 아우구스타나의 평면도. P2: 제2페리스타일 P3: 제3페리스타일
Co: 안뜰Ex: 대(大) 엑세드라
S: 스타디움 Tr: 스타디움 좌석

제2페리스타일 정원은 일부분이 야외에 노출되어 있으나 건축물에 대해서는 알려진 것이 거의 없다.
제3페리스타일은 플라비아 궁전에 있던 것만큼 널찍하고 거대한 웅덩이가 거의 대다수 면적을 차지하고 있었다. 여러 개의 아치로 된 다리가 중앙부의 섬과 연결되었으며, 그 섬에는 그리스 신화의 바다 풍경을 재현하고 물 속에는 조각품을 둔 것으로 전해진다. 문헌에 따라서 이 섬에 미네르바 사원이 지어졌다는 기록도 존재한다.
페리스타일을 둘러싼 방은 개방형 공간과 폐쇄형 공간이 번갈아가며 정교하게 배치되어 있어, 일반 대중이 드나들면서도 여러 사회집단의 모임에 적합한 공간이었을 것으로 보인다. 남서쪽에는 1930년대에 일부 복원된 성벽이 상당한 높이로 솟아 있으며, 반원형 홀 주변에 여러 개의 방을 둔 구조이다.
안뜰 구역은 황제의 사적 공간으로 지정된 공간으로서, 복층규모의 열주를 두른 별도의 페리스타일 정원을 중심으로 지어졌다. 위층에는 복잡한 구조의 방들을 두었고, 아래층은 지하 10m 깊이로서 아마조네스의 달 모양 방패인 '펠타'를 4개씩 겹친 특이한 형태의 수영장을 두었다. 표면은 전부 대리석으로 마감되어 있었다.
안뜰구역의 남서쪽에는 두 개의 동을 연결하는 긴 곡선형의 회랑, 즉 엑세드라가 있다. 이곳에서 황제는 남서쪽의 경마장인 키르쿠스 막시무스를 내려다보며 경기를 구경할 수 있었다. 트라야누스가 키르쿠스의 좌석을 이곳으로 옮겼을 때 정면부에 장식을 추가했다는 설도 존재한다. 곡선형 테라스에서는 커다란 아치형 개구부를 통해 안뜰구역과 연결되었는데 이러한 풍경은 16세기 플랑드르 화가 안톤 판덴빙아르더 (Wyngaerde)가 스케치로 남겼다.

## 갤러리

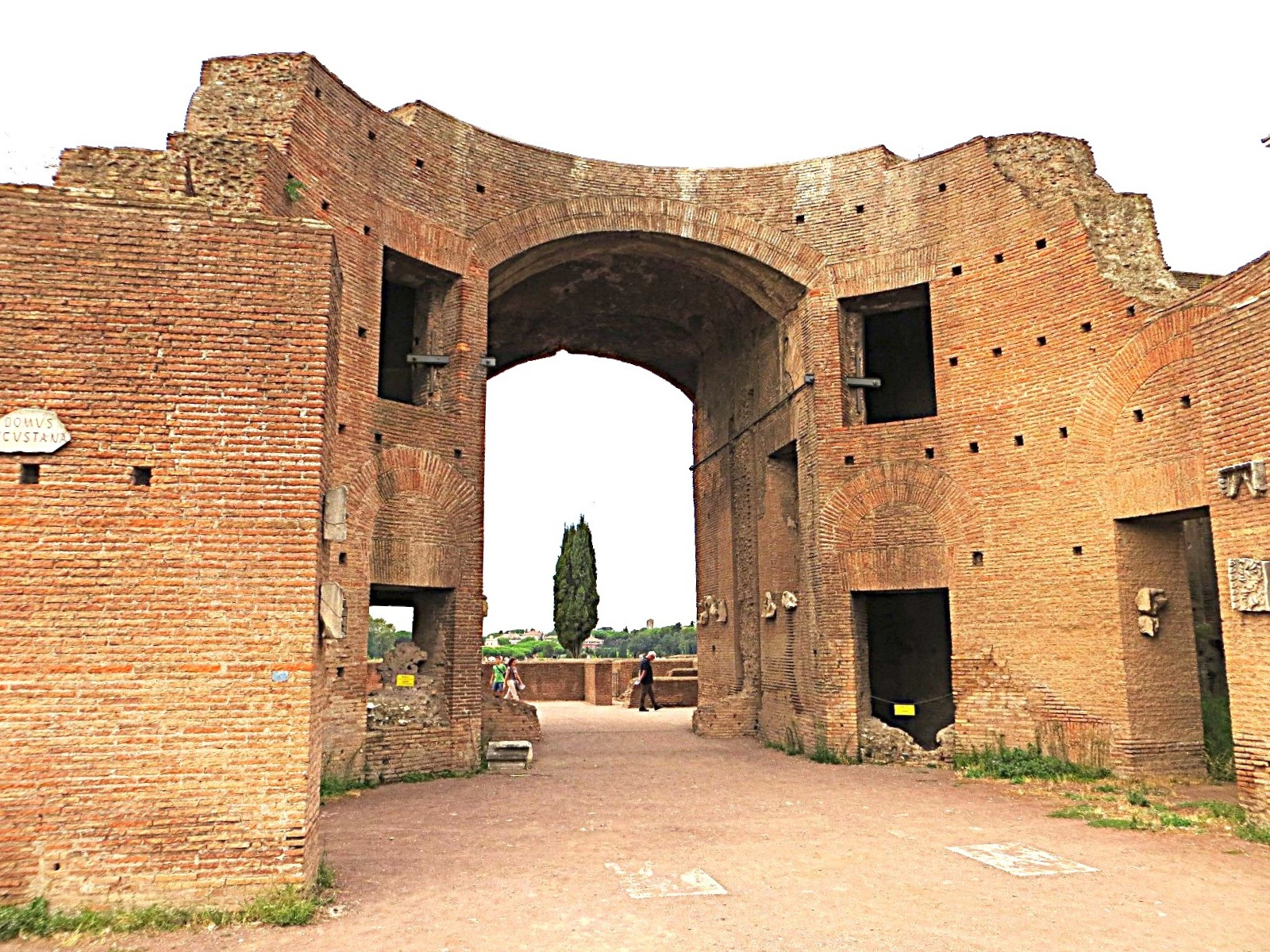
안뜰 정원의 북동면 구조물
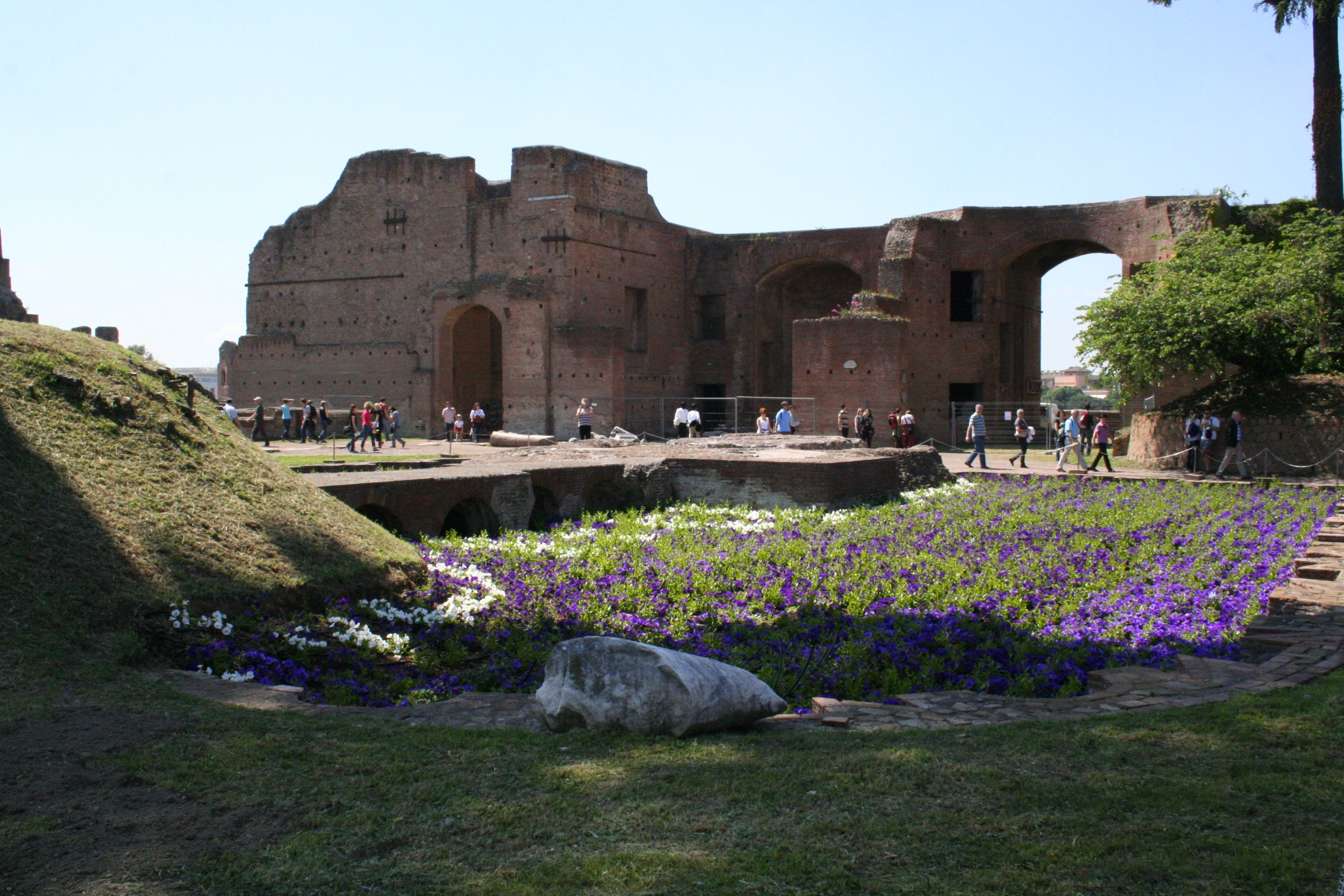
제3대 페리스타일의 남쪽면
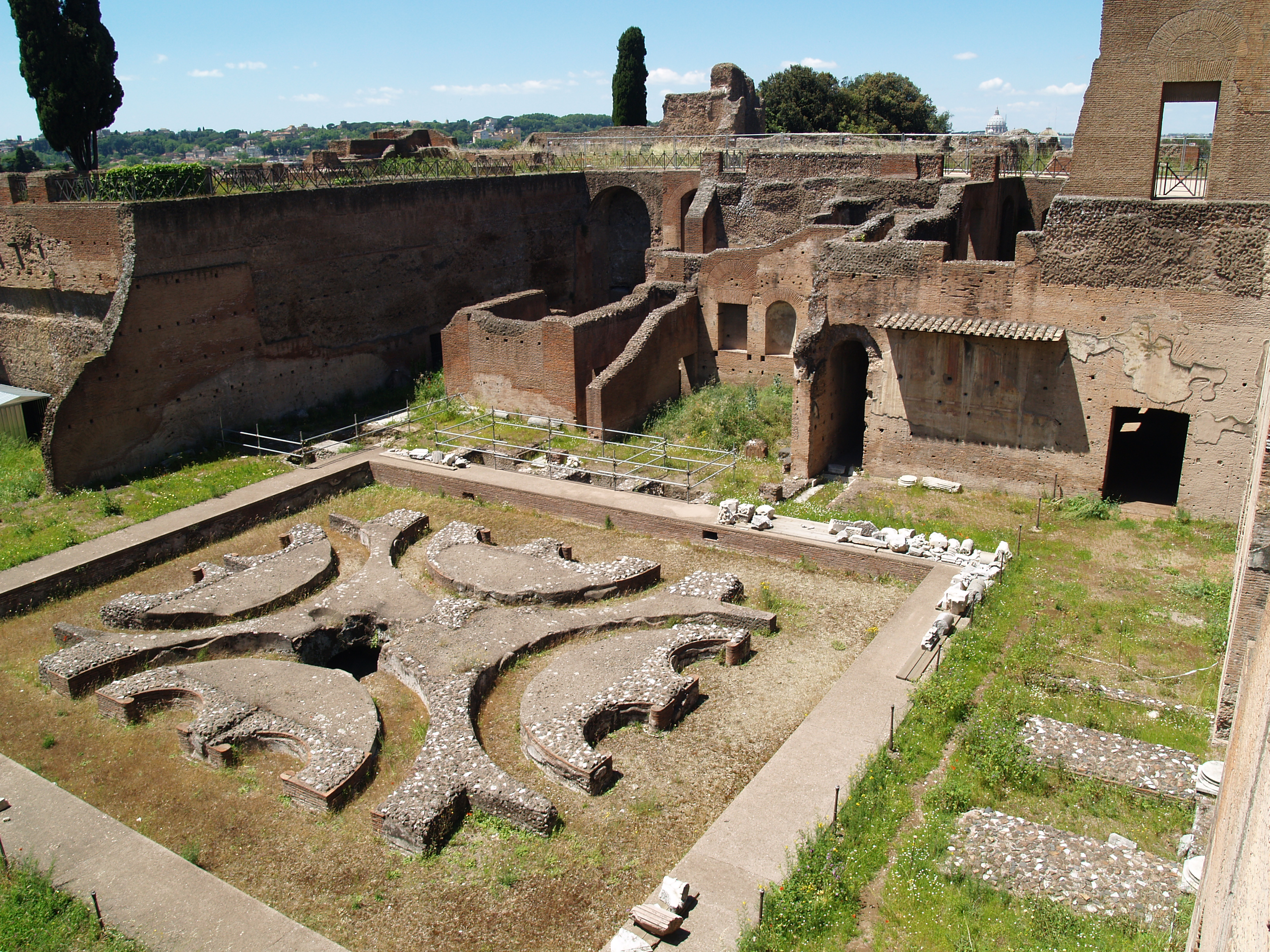
안뜰정원의 서쪽면
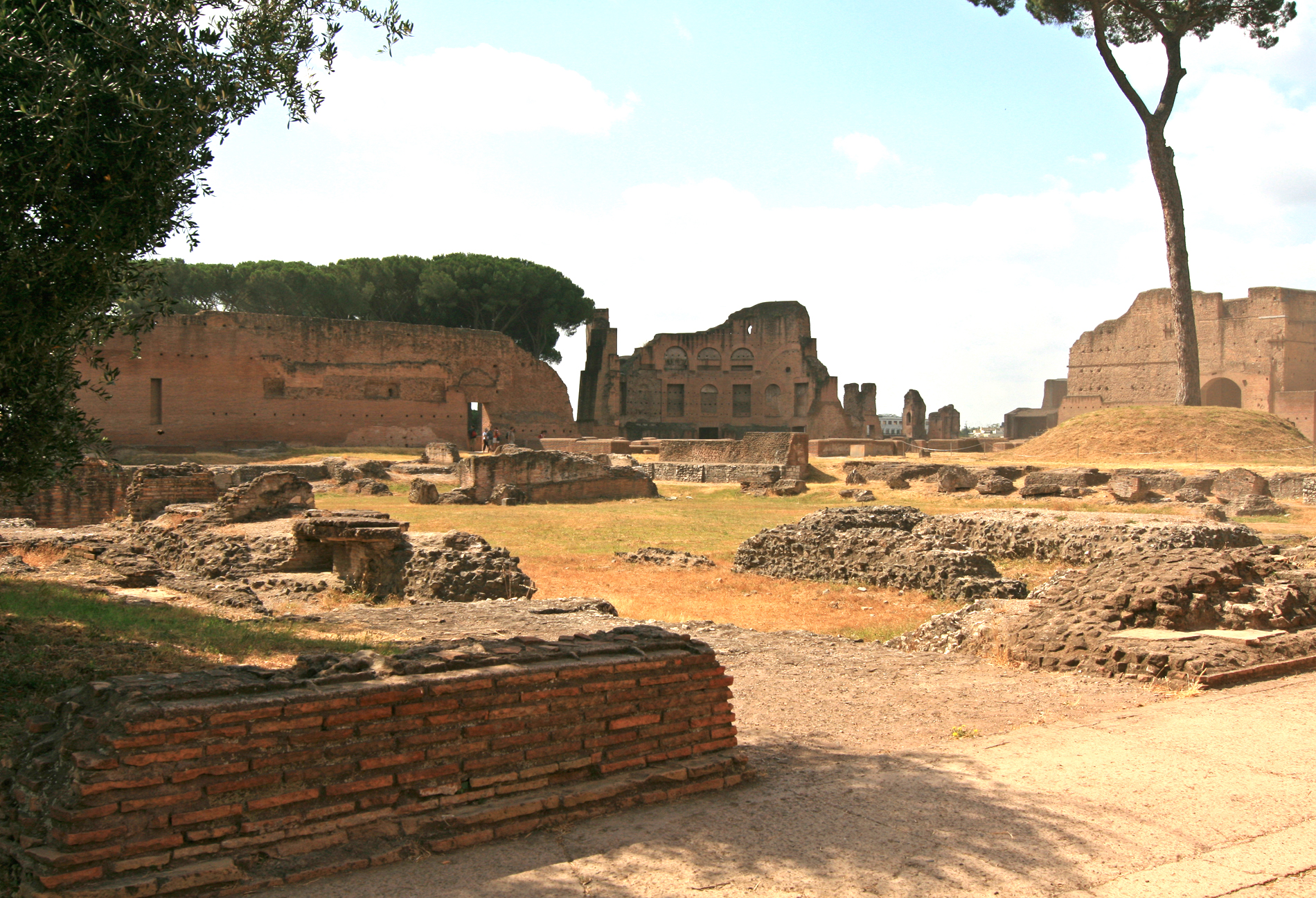
제2대 페리스타일의 남쪽면

## 같이 보기
- 로마의 고대 기념물 목록

## 참고문헌
- Claridge, Amanda (1998). 《Rome, An Oxford Archaeological Guide》. OUP. ISBN 0-19-288003-9.
- A Topographical Dictionary of Ancient Rome, Samuel Ball Platner (as completed and revised by Thomas Ashby):Oxford University Press, 1929